# Liste der Monuments historiques in Molsheim
Die Liste der Monument historique in Molsheim verzeichnet alle klassifizierten und eingetragenen Monuments historiques in der elsässischen Gemeinde Molsheim.

## Liste der Bauwerke
| Bezeichnung                 | Beschreibung | Standort                                                                        | Kennzeichnung | Schutzstatus | Datum | Bild           |
| --------------------------- | --- | ------------------------------------------------------------------------------- | ------------- | ------------ | ----- | -------------- |
| Augustinerinnenkloster      | Die Augustiner-Chorfrauen B.M.V. kamen 1836 von Dieuze nach Molsheim und übernahmen das Jesuitenkolleg. 1837 erbauten sie ein Schulgebäude. Das Mädchenpensionat, ein Studiensaal und die Kapelle brachte man im Südflügel des alten Kollegs unter. 1863/64 erbaute man die Heilig-Kreuz-Kirche nach Plänen von Claude-Léon Vautrin. 1887 erbaute man noch ein Waisenhaus. 1954 gaben die Augustiner-Chorfrauen ihr Kloster auf und verkauften es an die Gemeinde Molsheim. Der Kirchturm wurde in der Folge niedergelegt. Die neugotische Saalkirche mit Querhaus besitzt einen Chor mit dreiseitigen Schluss. | Avenue de la Gare Rue Notre-Dame (Lage)                                         | PA67000056    | Inscrit      | 2002  | weitere Bilder |
| Metzig                      | Das Schlachthaus der Stadt entstand Ende des 16. oder Anfang des 17. Jahrhunderts. Kräftig profilierte Rundbögen bestimmen das Erdgeschoss. Darüber sitzt ein weit auskragendes Obergeschoss, das auf der Giebelseiten Balkone mit Maßwerkbrüstung besitzen, die sich bis in die Langseite fortsetzen. Geschossgesimse und Pilaster gliedern den Giebelbereich mit Volutengiebel. Die Langseite zum Platz wird von einer gegenläufigen Freitreppe mit Maßwerkbrüstung bestimmt. Über dem Eingang in der ersten Etage sitzt auf zwei Säulen ein Uhrenturm mit reichem Figurenschmuck und geschweifter Haube. | Place de l’Hôtel-de-ville (Lage)                                                | PA00084794    | Classé       | 1920  | weitere Bilder |
| Cour d’Altorf               | Der Abt des Benediktinerklosters Altdorf erwarb 1580 eine Residenz in Molsheim. Der Gebäudekomplex umfasste drei Häuser, eine Kapelle und einige Nebengebäude. Nicht alle Gebäude sind erhalten. In der Rue des Vosges steht ein kleineres giebelständiges Haus mit zwei Geschossen und polygonalem Treppenturm. Es wurde wohl Ende des 16. oder Anfang des 17. Jahrhunderts verändert wiederaufgebaut. Das Hauptgebäude in der Rue Liebermann wurde 1606 erbaut. Der zweigeschossige Putzbau mit Walmdach besitzt an der Straßenseite zwei große Rundbogentore. 1666 ließ der Abt Bède Heldt in der Rue de l’Hôpital ein weiteres giebelständiges Gebäude, an das 1668 eine Josephskapelle mit dreiseitigem Schluss und Giebelportal angebaut wurde. Das Anwesen wurde ursprünglich von einer hohen Mauer geschützt. Nach der Französischen Revolution wurden die Gebäude getrennt verkauft. Die Kapelle wurde 1972/73 renoviert. | 16 rue Lieberman (Lage)                                                         | PA00084795    | Inscrit      | 1930  | weitere Bilder |
| Kartause                    | Die ehemalige Kartause wurde ab 1592 von den Mönchen der Kartause Koenigshoffen errichtet, nachdem diese zerstört worden war. Während der französischen Revolution wurde das Kloster säkularisiert und schließlich große Teile abgebrochen. Erhalten sind nur wenige Gebäude und Teile des Kreuzganges. Von der Abteikirche blieb nur das Fundament bestehen. Das erhaltene Hauptgebäude (heute Museum) ist ein zweigeschossiger Putzbau mit Eckquadern. Im Zentrum der achtachsigen Fassade liegt ein Mittelrisalit mit Rundbogenportal und Dreiecksgiebel mit figürlicher Darstellung. Erhalten ist außerdem das zweigeschossige Gebäude des Priors mit Gästehaus, das lange als Spital genutzt wurde. | Cour des Chartreux (Lage)                                                       | PA00084796    | Classé       | 1998  | weitere Bilder |
| Großes Friedhofskreuz       | Das detailliert gearbeitete Kruzifix gilt als Werk von Veit Wagner und wurde um 1500 für das Kartäuserkloster in Koenigshoffen bei Straßburg geschaffen. Es kam 1626 in die Kartause Molsheim und stand hier rund zwei Jahrhunderte, bis es zur Zeit der Französischen Revolution auf den kommunalen Friedhof versetzt wurde. Inzwischen steht es in der Jesuitenkirche. | (Lage)                                                                          | PA00084797    | Inscrit      | 1930  | weitere Bilder |
| Dompeter                    | Die Kirche wurde in der ersten Hälfte des 11. Jahrhunderts als dreischiffige Basilika mit mächtigem, im Obergeschoss oktogonalem Westturm errichtet. Ein dreiteiliger Chor schließt das Schiff ab. Die Hauptapsis war ursprünglich halbrund (heute dreiseitig), die Nebenchöre rechteckig. Die halbrunden Arkaden des Schiffs sitzen auf quadratischen Pfeilern aus Bruchsteinen. Man betritt die Kirche über eine offene Vorhalle im Erdgeschoss des Turmes. Das eigentliche Portal der Kirche ist ein rechteckiges Doppelportal mit der Relieffigur des Kirchenpatrons aus dem 12. Jahrhundert. | nördlich der Stadt (Lage)                                                       | PA00084594    | Inscrit      | 1930  | weitere Bilder |
| Jesuitenkirche              | Das Jesuitenkolleg von Molsheim wurde 1580 gegründet. 1618 bis 1704 war es katholische Hauptuniversität des Elsass. Die Kirche wurde 1615 bis 1617 nach Plänen von Christoph Wamser im Stil der Renaissance errichtet. 1765 wurde das Kolleg aufgelöst. Die Kirche ist eine kreuzförmige Basilika mit polygonalem Chor mit zwei Nebenapsiden. Das Querhaus besitzt geschweifte Giebel. Dem Langhaus ist in der Fassade ein quadratischer Turm vorgesetzt. Das Langhaus besitzt zehn Joche. Rundsäulen tragen die spitzbogigen Arkaden zu den zweigeschossigen Seitenschiffen. | Rue Notre-Dame (Lage)                                                           | PA00084798    | Classé       | 1939  | weitere Bilder |
| Ölberg                      | Die Ölberggruppe aus Sandstein ist in zwei Terrassen gegliedert. Auf der unteren Ebene schlafen die Jünger, darüber kniet Christus im Gebet. Dahinter sind an einer Wand mit flankierenden Pilastern Soldaten zu sehen, die kommen, um Christus zu verhaften. Die Christusfigur trägt als Heiligenschein einen bronzenen Ring. | Rue Notre-Dame (Lage)                                                           | PA00084799    | Inscrit      | 1929  | weitere Bilder |
| Wohnhaus                    | Der schmale, lang gestreckte Bau wurde in der ersten Hälfte des 17. Jahrhunderts errichtet. Das Erdgeschoss ist aus Stein, das Obergeschoss wurde in Fachwerkbauweise errichtet. Eckquader tragen die Konsolen des auskragenden Obergeschosses. Auffällige Volutengiebel mit kleinen Obelisken bestimmen die Schmalseiten des Gebäudes. Im oberen Bereich des von Geschossgesimsen gegliederten Giebels sitzt ein Okulus. | 1a, 1b rue de l’Église (Lage)                                                   | PA00084800    | Inscrit      | 1930  | weitere Bilder |
| Wohnhaus                    | Der dreigeschossige traufständige Putzbau wurde 1628 erbaut und war Residenz der Stiftsherren des Straßburger Münsters. 1860 erwarb der Küfer Antoine Fritz das Gebäude. Von ihm stammt der figürliche Giebel am Portal im Innenhof. Hier sitzt ein hexagonaler Treppenturm. Während das Erdgeschoss außer einem Rundbogentor als Durchfahrt nur zwei sehr kleine Fenster besitzt, sitzen in den Obergeschossen je fünf Fensterachsen. Im Zentrum steht der zweigeschossige Erker aus hellem Sandstein mit Brüstungen im Renaissancestil. Zwei einfache Gratgewölbe überwölben die Durchfahrt. Auf der Hofseite sitzt ein aufwendiges Renaissanceportal mit Nischen und Blattwerk. | 16 rue Jenner (Lage)                                                            | PA00084801    | Inscrit      | 1929  | weitere Bilder |
| Wohnhaus                    | Das zweigeschossige Gebäude wurde im 17. Jahrhundert erbaut und verlor sein zweites Obergeschoss bei einem Brand. Es war wie das Nebengebäude Sitz der Stiftsherren von Straßburg. Ein profiliertes Geschossgesims gliedert die Fassade. Im Obergeschoss sitzen sechs Fensterachsen. Das Erdgeschoss wird von einem mächtigen Rundbogentor bestimmt, dessen Gewände von Nischen und Blattwerk geschmückt wird. | 20 rue Jenner (Lage)                                                            | PA00084802    | Inscrit      | 1929  | weitere Bilder |
| Wohn- und Geschäftshaus     | Das Fachwerkhaus wurde 1607 über einem steinernen Erdgeschoss errichtet. Im 17. und 18. Jahrhundert war es Sitz der Bäckerzunft, es ist allerdings nicht sicher belegt, dass es schon für diesen Zweck erbaut wurde. An einem der Fenster im Obergeschoss finden sich Brote und Brezeln als Zunftzeichen der Becker, sowie die Initialen K S und unbekannte Wappen. An der Ecke der Obergeschosse sitzt ein rechteckiger Erker auf Sandsteinkonsolen. Seine Pfosten sind genauso wie die Fenster mit Schnitzwerk reich verziert. Gitter zieren die Brüstungen der Fenster. | 14 rue de Saverne (Lage)                                                        | PA00084803    | Inscrit      | 1929  | weitere Bilder |
| Wohn- und Geschäftshaus     | Der dreigeschossige Fachwerkbau wurde 1605 für einen Bäcker errichtet. Im steinernen Erdgeschoss sitzt ein Laden, dessen Front mehrfach verändert wurde. Darüber kragen die Fachwerkgeschosse auf Konsolen weit aus. Die drei Fensterachsen werden von auffällig geschnitzten Pfosten gerahmt und von Konsolen mit Tier- und Menschenköpfen getragen. | 9 rue de Strasbourg (Lage)                                                      | PA00084804    | Inscrit      | 1929  | weitere Bilder |
| Wohn- und Geschäftshaus     | Der dreigeschossige traufständige Putzbau wurde 1618 für einen Handwerker oder Händler erbaut. Es ist das letzte Haus in der Stadt, bei dem die Renaissancebögen für die Schaufenster im Erdgeschoss erhalten sind. Weit auskragende Geschossgesimse gliedern die Fassade. Der Baukörper wird von einem kleinen Austritt mit eisernem Geländer abgeschlossen. Darüber sitzt als Zwerchhaus ein Volutengiebel mit Obelisken. Im Erdgeschoss sitzt ein einfaches Renaissanceportal mit kannelierten Pilastern, die ein profiliertes Gebälk mit Jahreszahl tragen. | 15 rue de Strasbourg (Lage)                                                     | PA00084805    | Inscrit      | 1929  | weitere Bilder |
| Mittelalterliche Stadtmauer | Die Stadtmauer wurde hauptsächlich zwischen 1250 und 1260 errichtet und von dem Straßburger Bischof Johann I. von Straßburg zwischen 1318 und 1325 nach Osten erweitert um das von ihm errichtete Spital Sainte-Marie und das neue bischöfliche Schloss zu schützen. Drei Stadttore bildeten den Zugang zur Stadt. Der Bergturm im Nordosten wurde 1415 erbaut. Ihm ging eine dreibogige Sandsteinbrücke voraus. Die Brücke wurde 1808 zerstört, der Turm 1819 und das Wächterhaus 1868. Der Gerberturm im Nordosten wurde 1498 errichtet. Auch er wurde zerstört, genauso wie der Linschenturm, der 1815 niedergelegt wurde. Ein 15 bis 20 Meter breiter Wassergraben wurde vor der Mauer angelegt. Dieser wurde im 18. Jahrhundert zugeschüttet und ein Park angelegt. Die erhaltenen Teile der Stadtmauer im Süden, Westen und Norden sind zwischen 7 und 9,50 Meter hoch und rund 1,20 Meter dick.                             | Avenue de Général de Gaulle, avenue de Général Leclerc, rue des Remparts (Lage) | PA00084806    | Inscrit      | 1989  | weitere Bilder |
| Schmiedturm                 | Der Schmiedturm (auch Schmidturm) stammt vermutlich aus dem 14. Jahrhundert und ist der einzige erhaltener Torturm von Molsheim. 1781 bekam der Turm zwei niedrige Gebäude zur Seite gestellt, die als Wachhäuser dienten. 1783 wurde er bei einem Brand stark beschädigt. Der als südöstliches Stadttor genutzte Turm wurde auf annähernd quadratischem Grundriss aus rotem Sandstein errichtet und besitzt zur Durchfahrt zwei flache Spitzbögen. Auf der Seite stadtauswärts liegt die Tordurchfahrt in einer hohen Segmentbogennische. Darin sitzt über dem Tor eine weitere Nische mit neogotischer Muttergottesfigur, die die Molsheimer Bürger laut einer Inschrift 1868 stifteten. Ein Walmdach mit Dachreiter und Glocke deckt den Turm. | Rue Notre-Dame (Lage)                                                           | PA00084807    | Inscrit      | 1929  | weitere Bilder |

## Liste der Objekte
| Bezeichnung                                      | Beschreibung | Standort                         | Kennzeichnung | Schutzstatus | Datum     | Bild           |
| ------------------------------------------------ | --- | -------------------------------- | ------------- | ------------ | --------- | -------------- |
| Relief Taufe Christi                             | Holz, farbig gefasst und vergoldet, Anfang des 19. Jahrhunderts; ehemals im Johannesaltar                                                                                   | in der Jesuitenkirche (Lage)     | PM67001664    | Inscrit      | 1993      |                |
| Skulptur Heiliger Joseph mit Jesuskind           | Holz, farbig gefasst, versilbert und vergoldet, Anfang des 18. Jahrhunderts                                                                                                 | in der Jesuitenkirche (Lage)     | PM67001665    | Inscrit      | 1993      | weitere Bilder |
| Grabdenkmal für Johann I. von Straßburg          | Sandstein, farbig gefasst, nach 1328 | in der Jesuitenkirche (Lage)     | PM67000178    | Classé       | 1982      | weitere Bilder |
| Johannesaltar                                    | Seitenaltar; Altartisch, Schnitzretabel (Taufe Christi) und Gemälde (Heilige Familie); Holz, farbig gefasst und vergoldet, sowie Ölfarbe auf Leinwand, 18. Jahrhundert      | in der Jesuitenkirche (Lage)     | PM67000533    | Classé       | 1991      | weitere Bilder |
| Kanzel                                           | Holz, 1631 | in der Jesuitenkirche (Lage)     | PM67000752    | Classé       | 1995      | weitere Bilder |
| Skulptur Madonna mit Kind                        | Holz, farbig gefasst und vergoldet, aus der Werkstatt von Niklaus von Hagenau, 1510                                                                                         | in der Jesuitenkirche (Lage)     | PM67000754    | Classé       | 1995      | weitere Bilder |
| Skulptur Heiliger Erasmus                        | Holz, farbig gefasst und vergoldet, 18. Jahrhundert | in der Jesuitenkirche (Lage)     | PM67000756    | Classé       | 1995      | weitere Bilder |
| Skulptur Maria Immaculata                        | mit Sockel; Holz, farbig gefasst, versilbert und vergoldet, Ende des 18. Jahrhunderts                                                                                       | in der Jesuitenkirche (Lage)     | PM67000925    | Classé       | 2013      |                |
| Marienaltar                                      | Seitenaltar; Altartisch, Retabel und Gemälde (Ankunft des Kreuzes in Niedermüster); Holz, farbig gefasst und vergoldet, sowie Ölfarbe auf Leinwand, 17. und 18. Jahrhundert | in der Jesuitenkirche (Lage)     | PM67000532    | Classé       | 1991      | weitere Bilder |
| Pietà-Altar                                      | Seitenaltar; Altartisch, Retabel und Skulptur; Holz, farbig gefasst und vergoldet, 18. Jahrhundert                                                                          | in der Jesuitenkirche (Lage)     | PM67000534    | Classé       | 1991      | weitere Bilder |
| Taufbecken                                       | Sandstein, 1624 | in der Jesuitenkirche (Lage)     | PM67000751    | Classé       | 1995      | weitere Bilder |
| Kirchenbänke                                     | Holz, 17. Jahrhundert | in der Jesuitenkirche (Lage)     | PM67000753    | Classé       | 1995      |                |
| Skulptur Heilige Apollonia                       | Holz, farbig gefasst und vergoldet, 18. Jahrhundert | in der Jesuitenkirche (Lage)     | PM67000755    | Classé       | 1995      | weitere Bilder |
| Kreuzigungsgruppe                                | Holz, farbig gefasst und vergoldet, Ende des 17. Jahrhunderts | in der Jesuitenkirche (Lage)     | PM67000757    | Classé       | 1995      | weitere Bilder |
| Ignatiusaltar                                    | Seitenaltar; Altartisch, Retabel und Skulptur; Holz, farbig gefasst und vergoldet, 18. Jahrhundert                                                                          | in der Jesuitenkirche (Lage)     | PM67000531    | Classé       | 1991      | weitere Bilder |
| Schädel-Reliquiar des heiligen Maternus          | Bronze, vergoldet, 1850 | in der Jesuitenkirche (Lage)     | PM67000759    | Classé       | 1995      |                |
| Kruzifix                                         | Sandstein, um 1500, vermutlich von Veit Wagner (siehe oben: Großes Friedhofskreuz)                                                                                          | in der Jesuitenkirche (Lage)     | PM67000179    | Classé       | 1979      | weitere Bilder |
| Orgel                                            | Ensemble aus PM67000181 und PM67001056 | in der Jesuitenkirche (Lage)     | PM67001055    | Classé       | 1977 2002 | weitere Bilder |
| Orgelprospekt                                    | 1781 von Johann Andreas Silbermann gebaut | in der Jesuitenkirche (Lage)     | PM67000181    | Classé       | 1977      | weitere Bilder |
| Instrumentalteil der Orgel                       | 1781 von Johann Andreas Silbermann gebaut, mehrfach überarbeitet | in der Jesuitenkirche (Lage)     | PM67001056    | Classé       | 2002      | weitere Bilder |
| Skulptur Madonna mit Kind                        | mit Sockel; Holz, farbig gefasst, versilbert und vergoldet, erste Hälfte des 18. Jahrhunderts                                                                               | in der Jesuitenkirche (Lage)     | PM67000924    | Classé       | 2004      |                |
| Prozessionsskulptur Madonna mit Kind             | Holz, farbig gefasst, versilbert und vergoldet, 18. Jahrhundert | in der Jesuitenkirche (Lage)     | PM67000758    | Classé       | 1995      | weitere Bilder |
| Skulptur Maria Immaculata                        | Sandstein, 18. Jahrhundert | im Musée de la Chartreuse (Lage) | PM67000174    | Classé       | 1985      |                |
| Vier Gemälde der Kirchenväter                    | Ölfarbe auf Leinwand, vergoldeter Holzrahmen, 1744 | im Musée de la Chartreuse (Lage) | PM67000939    | Classé       | 2004      |                |
| Ofen in Säulenform                               | Keramik, Anfang des 19. Jahrhunderts | im Musée de la Chartreuse (Lage) | PM67000937    | Classé       | 2004      |                |
| Gemälde Kartause Molsheim im Jahr 1744           | Ölfarbe auf Leinwand, vergoldeter Holzrahmen, 1744 | im Musée de la Chartreuse (Lage) | PM67000938    | Classé       | 2004      |                |
| Stundenglocke der astronomischen Uhr             | Holz, Schmiedeeisen, 1607; ehemals im Metzig | im Musée de la Chartreuse (Lage) | PM67001662    | Inscrit      | 2002      |                |
| Skulptur Johannes der Täufer                     | Sandstein, 17. oder 18. Jahrhundert | im Musée de la Chartreuse (Lage) | PM67000173    | Classé       | 1985      |                |
| Glasmalerei Wappenbild von Nicolas Geyr          | Email auf Glas, 1613 | im Musée de la Chartreuse (Lage) | PM67000964    | Classé       | 2004      |                |
| Uhrwerk aus dem Turm der ehemaligen Georgskirche | Holz, Schmiedeeisen, 17. Jahrhundert | im Musée de la Chartreuse (Lage) | PM67001663    | Inscrit      | 2002      |                |
| Zwei Löwenskulpturen                             | Sandstein, 16. oder 17. Jahrhundert | im Musée de la Chartreuse (Lage) | PM67000172    | Classé       | 1985      |                |
| Glasmalerei Kreuzigungsszene                     | Email auf Glas, 1631 von Lorenz Linck | im Musée de la Chartreuse (Lage) | PM67000965    | Classé       | 2004      |                |
| Inschriftenstein                                 | Sandstein, 13. Jahrhundert, mit hebräischer Inschrift | im Musée de la Chartreuse (Lage) | PM67000182    | Classé       | 1985      |                |
| Reliquienbüste der heiligen Petronilla           | Holz, farbig gefasst, 17. Jahrhundert, Sockel aus dem 18. Jahrhundert | im Dompeter (Lage)               | PM67001666    | Inscrit      | 1977      |                |
| Zwei Engelsskulpturen mit Kerzenhalter           | Holz, farbig gefasst, 18. Jahrhundert | im Dompeter (Lage)               | PM67001667    | Inscrit      | 1977      |                |
| Glocke                                           | Bronze, 1412 | im Schmiedeturm (Lage)           | PM67000180    | Classé       | 1982      |                |